# Hans Klein (Waffenhändler)
Hans Klein (* 15. Februar 1879 in Berlin; † nach 1957) war ein deutsch-chinesischer Waffenhändler sowie zeitweise chinesischer Konsul.
Wegen seines deutsch-chinesischen Hintergrundes wurde er China-Klein genannt. Klein tätigte illegale und halblegale Geschäfte der schwarzen und der regulären Reichswehr.

## Leben
Vor dem Ersten Weltkrieg war Klein als Kolonialgeschäftsmann in Deutsch-Ostafrika tätig. 1924 war Klein Angehöriger der Berliner Engelhardt-Bank. Die Berliner Engelhardt-Bank wurde die Hausbank der 1926 gegründeten Stahl und Maschinengesellschaft mbH. Klein entwickelte ausgedehnte Aktivitäten in Auslandsunternehmen der Reichswehr. Zur Abwicklung dieser Rüstungsgeschäfte wurde Klein von der Reichswehr (oder vom Reichswehrministerium?) als Direktor des Fassadenunternehmens Stahl- und Maschinengesellschaft m.b.H. (STAMAG) eingesetzt. Bei der deutsch-sowjetischen Militärkooperation figurierte er als Leiter der STAMAG.
Er war in einer Schlüsselposition zwischen der halblegalen Reichswehr und der wieder an Einfluss gewinnenden deutschen Rüstungsindustrie.

### Geschäfte 1920 bis 1936
Bei diesen Geschäften Anfang der 1920er-Jahre hatte Klein engen Kontakt mit Hans von Seeckt. Seeckt reiste nahezu zeitgleich wie Klein als Militärberater nach China. Seeckt leitete den Beraterstab von Jiang Jieshi und setzte Klein als Wirtschaftsberater ein. Formal war Kleins Rolle privat, wie alle Aktivitäten der schwarzen Reichswehr. Der Privatmann Klein schloss am 15. Mai 1936 mit dem chinesischen Wirtschaftsminister Kong Xiangxi einen Warenaustausch-Vertrag. Am 15. Mai 1936 teilte Hjalmar Schacht Jiang Jieshi und Kong Xiangxi mit, dass der von Herrn Klein mit der chinesischen Regierung geschlossene Vertrag von der Regierung des Deutschen Reichs übernommen wurde.
Bei der Chinesisch-Deutschen Kooperation initiierte Klein die Gründung der Handelsorganisation für industrielle Produktion mbH (HARPRO) am 21. Januar 1934.
Am 29. Oktober 1935 schrieb Klein an einen chinesischen Regierungsvertreter, der Bedarf des Deutschen Reichs an Rohstoffen und Agrarprodukten sei nun enorm, er behält nahezu alles, was China mit seinen gegenwärtigen Möglichkeiten erlangen kann.

### 1937 bis 1945
Hans Klein hatte neben der deutschen die chinesische Staatsbürgerschaft, er versorgte Chiang Kai-shek wie auch dessen Rivalen mit Waffen.
Das Reichswirtschaftsministerium und das Reichswehrministerium wickelten Warenaustausch über die HAPRO ab. Als am 8. April 1936 der Warenaustauschvertrag durch einen Kreditzusatzvertrag zwischen dem Deutschen Reich und China über 100 Millionen Reichsmark aus dem Fonds der Reichswehr ergänzt wurde, war unverkennbar, dass es sich bei der HAPRO um eine reichseigene Gesellschaft handelte.
Nach dem japanischen Angriff am 7. Juli 1937 bestellte China im November 1937 in Berlin dringend schiffsladungsweise Waffen.
Das Deutsche Reich kam dieser Bestellung rasch nach und sandte Waffen für 50 Millionen Reichsmark noch im November 1937.
Im Dezember 1937 nach dem Fall von Shanghai an die japanische Armee sandte das Deutsche Reich zwei Schiffsladungen für weitere 44 Millionen Reichsmark, darunter mehr als ein Dutzend Sturzkampfbomber.
Es wird geschätzt, dass die Waffenlieferungen des Deutschen Reichs in der Anfangsphase des Krieges insgesamt 144 Millionen Reichsmark betrugen, was 58 Millionen US-Dollar zum damaligen Wechselkurs entsprach.
Klein machte noch im Januar 1938 dem Vorsitzenden der Rohstoffbehörde Weng Wenhao ausführliche Vorschläge zur Reprivatisierung der HAPRO. Klein war bis 1938 der Unterhändler von HAPRO in China.
Mit der Anerkennung des japanischen Marionetten-Staates Mandschukuo am 20. Februar 1938 durch das Deutsche Reich wurde die deutsch-chinesische Militärkooperation beendet. Ab 1939 organisierte Hans Klein Waffenhandel von der Schweiz aus.
Am 1. Juli 1941 wurde die von Wang Jingwei geführte chinesische projapanische Marionettenregierung in Nanjing als „Regierung der Republik China“ offiziell vom Deutschen Reich anerkannt.

### Entschädigung
Nach dem Zweiten Weltkrieg klagte Klein auf Entschädigung, da ihm durch HARPRO und STAMAG ein Vermögensschaden entstanden sei.
Seine Klage wurde am 13. März 1957 mit folgender Begründung abgewiesen: Klein sei nach seinen Ausführungen nicht wegen politischer Gegnerschaft zum Nationalsozialismus, sondern wegen persönlicher Bindungen zu Marschall Jiang Jieshi und seiner Regierung in Konflikt mit Hitler geraten. Hätte Hitler seine wirtschaftlichen Gedankengänge gebilligt, dann wäre der Kläger zu einer Zusammenarbeit mit dem Nationalsozialismus bereit gewesen. Deshalb sei er allenfalls mittelbar geschädigt worden.
Ab dem 24. Januar 1952 war Klein Beteiligter am Octogon Trust in Liechtenstein.